# Citroën C8
La Citroën C8 è un'autovettura monovolume prodotta dalla casa automobilistica francese Citroën dal 2002 al 2014.

## Storia
La prima generazione di Eurovan (come era anche noto il progetto dal quale sarebbero nate le quattro monovolume con marchi Citroën, Peugeot, FIAT e Lancia) ebbe un discreto successo, ma solo a sprazzi: le vetture erano troppo identiche tra di loro e mancavano quindi di una certa dose di personalità. Pertanto la joint-venture tra Gruppo Fiat e Gruppo PSA (nata parecchi anni prima per la realizzazione in comune di veicoli commerciali) riprese nuovamente vita per poter realizzare quattro nuove monovolume dal design più moderno, sia esternamente che internamente, e soprattutto di differenziarle maggiormente l'una dall'altra. Il progetto prevedeva inoltre un allungamento del corpo vettura, a tutto vantaggio dello spazio interno. L'abitabilità interna era già buona sulla prima generazione, ma si decise di osare ancor di più per perfezionare ancor di più le vetture da più punti di vista possibili. Come risultato nacquero quattro nuove monovolume, più grandi delle precedenti e più diversificate tra loro, specie nella zona del frontale. La C8 è la monovolume prodotta con il marchio Citroën, l'erede della Evasion. Presentata nel marzo 2002 al Salone dell'automobile di Ginevra, la C8 presenta molte migliorie rispetto alla Evasion. Per cominciare è molto più elegante e più moderna, inoltre anche meccanicamente è migliorata, grazie all'adozione di nuovi propulsori e al miglioramento di quelli già esistenti e ripresi dalla prima generazione.

### Design e interni
Rispetto alla Evasion, la C8 è notevolmente migliorata: più grande, più elegante e con più personalità, la C8 si presenta con ingombri maggiori a tutto vantaggio dello spazio interno. A dir la verità, anche la C8 non presenta molte differenze rispetto alle altre Eurovan della seconda generazione, ma sono pur sempre molte di più rispetto alla prima generazione. In particolare, la C8 somiglia maggiormente alla Peugeot 807, per via del frontale caratterizzato dai fari a goccia. Ma anche tra di esse vi sono finalmente delle differenze: la C8, per esempio, è caratterizzata da una più ampia presa d'aria frontale nella zona della calandra, mentre i fari, pur avendo un disegno simile, non sono esattamente uguali. Tali fari, assieme al cofano motore che sembra "avvolgere" la parte anteriore della vettura conferiscono robustezza all'insieme. I particolari che evidenziano la maggior eleganza della C8 rispetto alla sua antenata sono per esempio nelle maniglie cromate, negli indicatori di direzione laterali, posti sul lato inferiore dei bracci che reggono gli specchietti esterni. Posteriormente, non abbiamo più i gruppi ottici quadrangolari che caratterizzavano un po' tutte le monovolume della prima generazione, ma abbiamo nuovi fari sottili e a sviluppo verticale.
La C8 è progettata per dare la possibilità di viaggiare anche in otto in tutto comfort e sicurezza e con tanto spazio a disposizione per potersi muovere all'interno della vettura. Inoltre la C8 ha la possibilità di modificare la sistemazione dei sedili, di rimuoverne alcuni, e così via, in modo da adattarsi a ogni esigenza di carico. In più, è provvista di 60 vani portaoggetti, per ottimizzare al massimo il concetto di modularità. Sempre internamente, anche la strumentazione ha subito notevoli migliorie, con un design molto più moderno. Inoltre, la stessa strumentazione è stata spostata al centro del cruscotto, in modo da conferire al cruscotto stesso un look più originale e anticonformista. Caratteristico è anche il tetto panoramico in cristallo suddiviso in tre pezzi. Nella C8, le porte posteriori sono scorrevoli e ad apertura elettrica. Una vettura concepita per i grandi viaggi e per il trasporto di molte persone, per esempio una famiglia con più bambini, non poteva non lasciare spazio per i dispositivi di sicurezza: ecco allora che la C8 è equipaggiata con ABS, ESP e ASR. Inoltre, dal posto guida è possibile bloccare l'apertura accidentale delle portiere posteriori e dei pannelli in cristallo del tetto.

### Meccanica e motorizzazioni

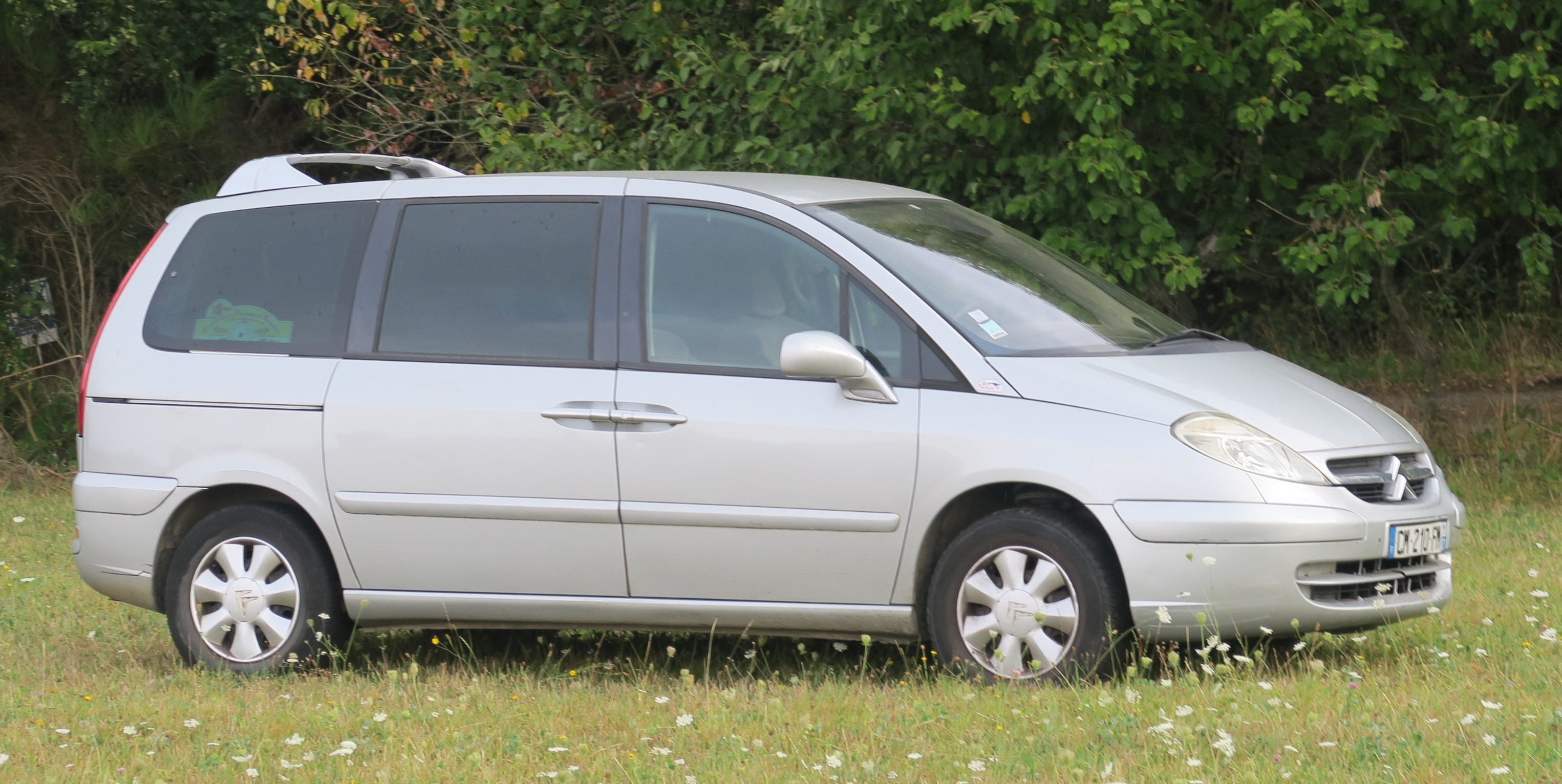
Vista laterale di una C8

La C8 è stata proposta al suo esordio con i seguenti motori, tutti con distribuzione a quattro valvole per cilindro:
- 2.0: EW a benzina da 136 CV;
- 2.2: EW a benzina da 158 CV;
- 3.0 V6: ES a benzina da 211 CV;
- 2.0 HDi: DW turbodiesel common rail da 107 CV;
- 2.2 HDi: DW turbodiesel common rail da 128 CV.

Il cambio era manuale a 5 marce su tutte le versioni tranne che nella versione 3.0 V6 è previsto un cambio automatico "intelligente" a 4 rapporti in grado di adattarsi al tipo di guida del conducente.
Per quanto riguarda la meccanica telaistica, la C8 condivide le stesse soluzioni della altre monovolumi derivate dal medesimo progetto. Ed allora ecco che anche la C8 prevede un avantreno a ruote indipendenti con schema MacPherson e un retrotreno a ruote interconnesse con bracci tirati e barra Panhard trasversale. I freni sono a disco sulle quattro ruote, con i dischi anteriori di tipo autoventilante, mentre lo sterzo è a cremagliera.

## Evoluzione
Durante la sua lunga carriera, la C8 ha conosciuto due restyling, sebbene molto lievi, uno nel 2008 e uno nel 2012, avvenuti assieme alla "sorella" 807. Le derivate italiane, ossia la Lancia Phedra e Fiat Ulysse, hanno invece beneficiato solo del restyling del 2008, perché nel 2010 e nel 2011 sono avvenuti i rispettivi pensionamenti.
Nel 2005 sono avvenute le uscite di listino di quasi tutte le motorizzazioni a benzina, tranne il nuovo 2 litri con fasatura variabile che resisterà fino al 2010. Quanto ai motori a gasolio, essi si evolveranno in maniera più significativa, arrivando al 2 litri turbodiesel nelle versioni da 136 e 163 CV, che sostituiranno le motorizzazioni a gasolio da 2.2 litri disponibili nelle fasi precedenti della commercializzazione. Nel frattempo, anche il cambio automatico passa da quattro a sei rapporti.
Il model year 2012, così come per la 807, comprende un aggiornamento per concludere la vita del progetto "EUROVAN". La commercializzazione terminerà nel 2014, ma solo nel 2015 Citroën svelerà un nuovo veicolo di posizionamento simile, ma derivato dal veicolo commerciale Jumpy: lo Spacetourer.

## Riepilogo caratteristiche
Di seguito vengono riportate le caratteristiche delle principali versioni costituenti la gamma della C8:
| Citroën C8          |           |                |            |                   |                       |                          |                    |
| Modello             | Motore    | Cilindrata cm³ | Potenza CV | Coppia Massima Nm | Velocità Massima km/h | Accelerazione 0–100 km/h | Anni di produzione |
| Versioni a benzina  |           |                |            |                   |                       |                          |                    |
| 2.0 16v             | EW10J4    | 1997           | 136/6000   | 190/4100          | 185                   | 12"2                     | 2002-05            |
| 2.0 16v             | EW10A     | 1997           | 140/6000   | 190/4100          | 188                   | 12"2                     | 2005-10            |
| 2.2 16v             | EW12J4    | 2231           | 158/5650   | 217/3900          | 196                   | 11"6                     | 2002-05            |
| 3.0 V6 aut.         | ES9J4S    | 2946           | 204/6000   | 285/3750          | 205                   | 11"                      | 2002-05            |
| Versioni diesel     |           |                |            |                   |                       |                          |                    |
| 2.0 HDi 16v         | DW10ATED  | 1997           | 107/4000   | 270/1750          | 174                   | 14"6                     | 2002-06            |
| 2.0 HDi 16v         | DW10ATED  | 1997           | 109/4000   | 270/1750          | 174                   | 14"6                     | 2005-06            |
| 2.0 HDi 16v         | DW10ATED  | 1997           | 120/4000   | 300/2000          | 180                   | 12"9                     | 2006-10            |
| 2.0 HDi 16v         | DW10TED4  | 1997           | 136/4000   | 320/2000          | 190                   | 11"4                     | 2006-14            |
| 2.0 HDi 16v         | DW10C     | 1997           | 163/3750   | 340/2000          | 203                   | 9"8                      | 2010-14            |
| 2.2 HDi 16v         | DW12TED4  | 2179           | 128/4000   | 314/2000          | 182                   | 13"6                     | 2002-06            |
| 2.2 HDi 16v         | DW12TED4  | 2179           | 128/4000   | 314/2000          | 180                   | 13"8                     | 2005-06            |
| 2.2 HDi 16v Biturbo | DW12BTED4 | 2179           | 170/4000   | 370/1500          | 200                   | 10"                      | 2007-10            |